# Mordellistena neuwaldeggiana
Mordellistena neuwaldeggiana is een keversoort uit de familie spartelkevers (Mordellidae). De wetenschappelijke naam van de soort is voor het eerst geldig gepubliceerd in 1796 door Panzer.